# Уварово (Пензенская область)
Уварово — село в Иссинском районе Пензенской области, административный центр  Уваровского сельсовета.

## География
Расположено на берегу реки Сухой Широкоис в 16 км на юго-запад от райцентра посёлка Исса на автодороге Р158 Нижний Новгород — Саратов.

## История
Основано на вотчинных землях князей Долгоруковых около 1690 года. В 1697 г. – село с церковью во имя «великомученика Дмитрия Селунского да Уара (Увара) мученика». В 1702 г. М.Б. Кологривова вышла замуж за И.Н. Уварова. В приданое дала свою «порозжую землю на речке Шерекаисе», где муж стал хозяином поместья. В 1710 г. – село Уварово, Широкоис тож. В 1718 г. – за князем Владимиром Владимировичем Долгоруковым, у него 22 двора. В августе 1717 г. выжжено во время «большого кубанского погрома», 3 крестьянина убито, 28 угнано в плен. В 1747 г. – село Уварово, Широкоис тож, Шукшинского стана Пензенского уезда флигель-адъютанта, князя Николая Владимировича Долгорукова, 323 ревизских души. С 1780 г. – Инсарского уезда Пензенской губернии. В 1782 г. – село Уварово, Малое Хитрово тож, княгини Екатерины Андреевны Долгоруковой, 113 дворов, каменная церковь во имя святого великомученика Димитрия, с приделом великомученика Уара, господский дом деревянный; всей дачи – 2482 десятины, в том числе 125 – усадебной земли, 1642 – пашни, 669 – сенных покосов, 7 – леса. В 1785 г. показано за княгиней Екатериной Андреевной Долгоруковой (487 ревизских душ с крестьянами д. Семионовки, ныне Семеновка, в 20 км на запад, на территории Мордовии). В XIX в. параллельно употреблялось название Малое Хитрово (по фамилии владельца вотчины думного дворянина Авраама Хитрово, 1697 г.). В 1877 г. – центр Уваровской волости Мокшанского уезда, 137 дворов, церкви во имя Сергия Радонежского и Воскресения Христова с приделами в честь святых Уара и Дмитрия (построена в 1793 г.), почтовая станция, 4 постоялых двора. При селе была почтовая станция и приходская школа. В 1910 г. – село Царевщинской волости Мокшанского уезда, одна община, 237 дворов, церковь, церковноприходская школа, паровая мельница, 4 ветряные, синильня, 2 кузницы, 3 лавки, в 3 верстах – имение Кассини.
С 1928 года село являлось центром Уваровского сельсовета Иссинского района Пензенского округа Средне-Волжской области (с 1939 года — в составе Пензенской области). В 1939 – центральная усадьба колхоза «Двигатель социализма» (основан в 1931 г.), 151 двор (с пос. Уваровским). В 1955 г. – центр сельсовета, центральная усадьба колхоза «Двигатель социализма». 

## Население
| 1710  | 1762 | 1782 | 1864 | 1897  | 1910  | 1926  |
| ----- | ---- | ---- | ---- | ----- | ----- | ----- |
| 111   | ↗553 | ↗914 | ↘872 | ↗1205 | ↗1442 | ↘1227 |
| 1930  | 1940 | 1959 | 1979 | 1989  | 1996  | 2002  |
| ↘1049 | ↘952 | ↘692 | ↘377 | ↘357  | ↘341  | ↘299  |
| 2010  |      |      |      |       |       |       |
| ↘255  |      |      |      |       |       |       |

## Инфраструктура
В селе есть средняя школа (открыта в 1940 году), сельский дом культуры, отделение почтовой связи.

## Достопримечательности
В селе расположена Церковь Воскресения Христова (1793).